# إد نابليون
إد نابليون (بالإنجليزية: Ed Napoleon)‏ هو لاعب كرة قاعدة أمريكي، ولد في 13 سبتمبر 1937 في بالتيمور في الولايات المتحدة.

## وصلات خارجية
- إد نابليون على موقعبيزبول رفرنس.كوم (الدوري الثانوي) (الإنجليزية)